# Myrmarachne thaii
Myrmarachne thaii este o specie de păianjeni din genul Myrmarachne, familia Salticidae, descrisă de Zabka, 1985. Conform Catalogue of Life specia Myrmarachne thaii nu are subspecii cunoscute.